# 日本初の女性一覧
日本初の女性一覧（にほんはつのじょせいいちらん）は、日本の女性として、あるいは日本で女性として初めて歴史的なことがらを達成した人物の一覧である。記事の分類は日本十進分類法（NDC）を基本とする。

## 総記

### 010 図書館
- 国立国会図書館長 - 羽入佐和子 2016年就任（第16代）[1]

### 050 逐次刊行物
- 雑誌編集長 - 三枝佐枝子 1958年「婦人公論」編集長、大手出版社では初の女性編集長[2]

### 060 団体
- 日本学術会議会員 - 猿橋勝子 1980年[3]
  - 日本学術会議副会長 - 石倉洋子 2005年10月-2006年9月（第20期）[4]
- アメリカ芸術科学アカデミー外国人名誉会員 - 太田朋子 1984年[5]
- 日本学士院会員 - 中根千枝 1995年[6]
- 国際科学会議副会長 - 黒田玲子 2008年-2011年[7]
- 国際学術会議理事会役員 - 小谷元子 次期会長として2021年から理事会に参加[8][9]、白波瀬佐和子 副会長 任期は2021年-2024年[8][10]
  - 国際学術会議会長 - 小谷元子 任期は2024年からの3年間[8]

### 070 ジャーナリズム.新聞
- 新聞記者 - 羽仁もと子 1897年（明治30年）報知新聞社[11]
- 日本新聞協会賞受賞 - 堂本暁子 1981年　報道ドキュメンタリー「ベビーホテル・キャンペーン」（東京放送）による[12][13]
- ボーン・上田記念国際記者賞受賞 - 下村満子 1982年[14]
- 国際報道セクションの部長 - 千野境子 1993年 産経新聞社[15]
- 全国紙初の論説委員長 - 千野境子 2005年 産経新聞社[16][17]
- 全国紙初の女性政治部長 - 佐藤千矢子 2017年 毎日新聞社[18]

## 宗教

### 180 仏教
- 尼 - 善信尼[19]、恵善尼[20]、禅蔵尼[21] - 584年 日本初の出家者でもある[19]

### 190 キリスト教
- カトリック教会の聖人 - 長崎のマグダレナ 1634年穴吊の刑により殉教。大村のマリナ 1634年火刑により殉教。いずれも聖トマス西と15殉教者として1987年列聖[22]

## 歴史

### 280 伝記

#### 288 皇室
- 天皇 - 推古天皇 在位593年-628年（第33代）[23]

## 地理

### 290 地理、地誌、紀行
- ネパールへの入国 - 中根千枝 1953年[24]

#### 297 オセアニア.両極地方
- 南極観測隊 - 森永由紀 1987年 第29次夏隊[25][26]
  - 南極観測隊（越冬） - 坂野井和代、東野陽子 1997年[27]　
  - 南極観測隊副隊長兼夏隊長 - 原田尚美 2018年[28]
  - 南極観測隊隊長 - 原田尚美 2023年[29]
- 北極点到達 - 和泉雅子 1989年（女性では世界で2人目）[30]
- 南極点到達 - 続素美代 2008年[31][32]

## 社会科学

### 310 政治

#### 314 議会
- 請願書を提出 - 瓜生岩子 1890年 第1回帝国議会に請願書「婦女慈善記章の制」を提出[33]
- 国会議員 - 1946年第22回衆議院議員総選挙において79人の女性が立候補、39人が当選[34]
- 衆議院議長 - 土井たか子 1993年 第68代[35]
- 参議院議長 - 扇千景 2004年 第26代[36][37]
- 参議院予算委員長 - 小野清子[38] 2005年[39]
- 衆議院予算委員長 - 野田聖子 2018年 衆院で初[40]
- 衆議院議院運営委員長 - 高市早苗 2018年 衆参両院を通じて初[40]
- 国会議員の出産等
  - 現職国会議員の出産 - 園田天光光 (衆議院議員) 1950年 日本最初の女性国会議員の一人[41]
  - 参議院議員の出産 - 橋本聖子 2000年 園田天光光以来2人目。参議院に産休制度ができる[41]
  - 国会会期中に出産前の産休 - 高井美穂 2005年[42]

314.8 選挙
- 中央選挙管理会委員長 - 大浜英子 1961年[43]

#### 315 政党
- 政党党首 - 土井たか子 1986年 日本社会党委員長[35]

#### 317 行政
317.2 行政組織.行政機構
- 国務大臣 - 中山マサ 1960年 厚生大臣[44]
- 民間人閣僚 - 高原須美子 1989年 経済企画庁長官[45]
- 内閣官房長官 - 森山眞弓 1989年[46]
- 人事院総裁 - 一宮なほみ 2014年[47]
- 会計検査院院長 - 柳麻理 2018年[48]
- 法務省矯正局長 - 名執雅子 2018年[49][50]

317.3 国家公務員

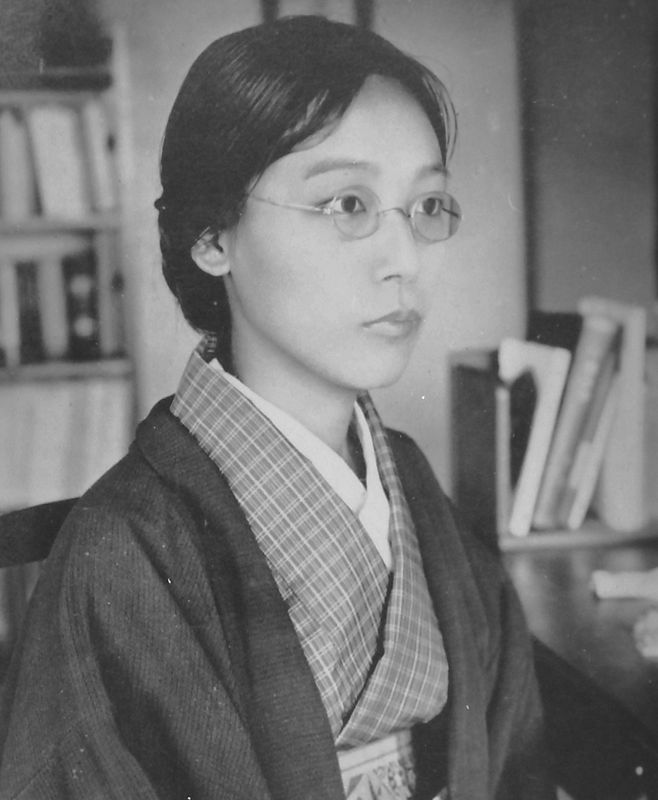
山川菊栄 1920年（大正10年）夏撮影

- 局長 - 山川菊栄 1947年 労働省婦人少年局長（初代）[51]
  - キャリアとして初の局長 - 長尾立子 1987年 厚生省児童家庭局長[52]
- キャリア - 森山眞弓 1950年 日本の女性キャリア第一号として労働省入省[53]
- 部長 - 川口順子 1990年 通商産業省通商政策局経済協力部長[54]
- 長官 - 遠山敦子 1994年 文化庁長官 政府各省の外局の庁の長官に女性として初めて就任[55]
- 事務次官 - 松原亘子 1997年 労働事務次官[56]
- 内閣総理大臣秘書官 - 山田真貴子　2013年[57]
- 官房長 - 山田真貴子 2016年 全省庁初の女性の官房長[58][59]

317.5 栄典制度
- 緑綬褒章 - 吉田トウ 1882年[60]
- 藍綬褒章 - 瓜生岩子 1896年[61]

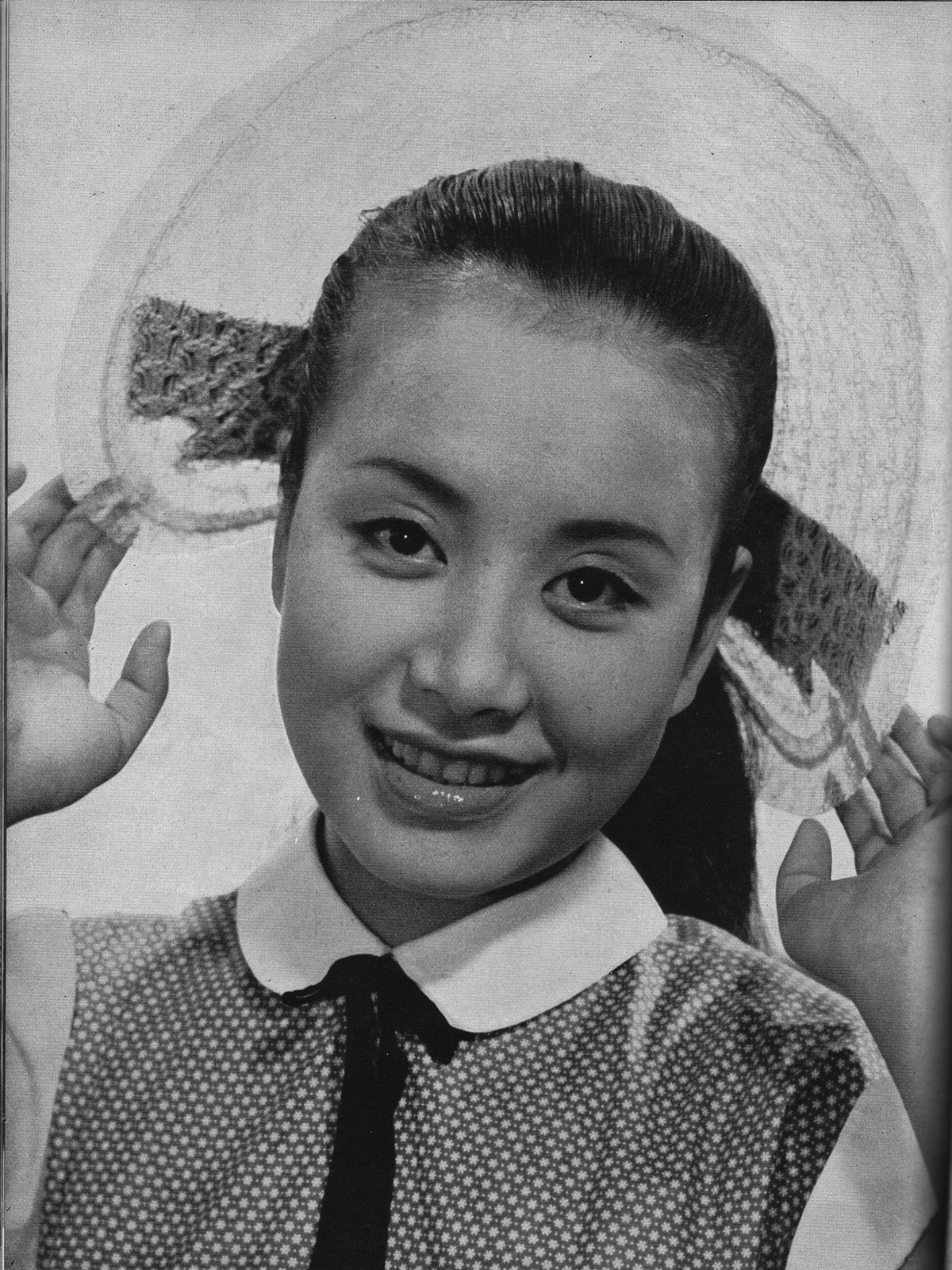
美空ひばり(1955年)

- 文化勲章 - 上村松園 （日本画家）1948年[62]
  - 学者として女性初の文化勲章受章 - 中根千枝 2001年[6]
- 紫綬褒章 - 保井コノ 1955年[63]
- 文化功労者 - 安藤幸（ヴァイオリニスト） 1958年[64]
- 国民栄誉賞 - 美空ひばり 1989年[65]
- 旭日大綬章 - 赤松良子、扇千景 2003年[66]
- 桐花大綬章 - 扇千景 2010年 旭日大綬章から昇叙[37]
- イサベル・ラ・カトリカ勲章（英語版） - 小松原庸子 1978年[67]

317.7 警察.公安
- 警察官 - 1946年 警視庁で女性警察官が採用された[68][注 1]
- 警部補 - 高松春子（婦人警官第一期生） 1954年[70]
- 刑事 - 13人の婦人刑事 1959年[71]
- 警部 - 高松春子 1969年[70]
- 警察キャリア - 田中俊恵 1989年[72]
- 警視 - 桜井るゑ子 1990年[73]
- 機動隊員 - 1992年[74]
- 警察署長 - 桜井るゑ子 1994年 警視庁三田署長[73]
  - 女性キャリア初の警察署長 - 田中俊恵 2001年 神奈川県保土ケ谷警察署長[75]
- 本部長 - 田中俊恵 2013年 岩手県警[76]
- 警察庁捜査１課長 - 田中俊恵 2015年[72]
- 警察庁長官官房会計課長（官房三課長のうちのひとつ） - 田中俊恵 2017年[要出典]
- 警視庁交通部長（指定職） - 田中俊恵 2018年[77]
- 警察庁長官官房審議官（指定職） - 田中俊恵 2019年 [78]
- 皇宮警視正 - 菅廣子 2021年 赤坂護衛署長[79]

317.79 防災行政(消防)
- 消防吏員 - 1969年2月 川崎市が4人の婦人消防官を採用[80]
- 消防署長 - 谷口由美子 2006年 高輪消防署長[81]

#### 318 地方自治
- 都道府県知事 - 太田房江 2000年　大阪府知事[82]

- 市長 - 北村春江 1991年 芦屋市長[83]

#### 319 外交
- 外交官 - 山根敏子 1950年　外交官試験に合格し、外務省入省。日本初の女性外交官とされる[84]
- 大使 - 高橋展子 1980年 デンマーク大使[85]
- 総領事 - 坂東眞理子 1998年　在豪州ブリスベン日本国総領事[86]
- 駐日クロアチア大使 - ミラ・マルティネツ 2011年6月14日[87] から2015年まで
- 駐日米国大使 - キャロライン・ケネディ [88][89] 2013年11月19日[90] から2017年1月18日[91] まで
- 駐日北マケドニア大使 - アンドリヤナ・ツヴェトコビッチ[92] 2014年12月5日[93] からから2018年まで
- 駐日英国大使 - ジュリア・ロングボトム[94] 2021年3月29日[95]
- 駐日ラオス大使 - フォンサムット・アンラワン[96] 2021年7月14日[97] から

### 320 法律
- 弁護士 - 久米愛[98] 、中田正子[99]、三淵嘉子[100] 1940年[101]
- 刑務所長 - 三田庸子 1946年 和歌山刑務所長[注 2][102]
- 裁判官（判事補） - 石渡満子[103]、三淵嘉子[104] 1949年
- 検事 - 門上千恵子 1949年[105]
- 判事 - 三淵嘉子 1952年 名古屋地方裁判所[106]
- 裁判所長 - 三淵嘉子 1972年 新潟家庭裁判所長[106]
- 高等裁判所判事 - 大城光代（福岡高等裁判所那覇支部）、野田愛子（東京高等裁判所） 1974年[107]
- 司法研修所教官 - 寺沢光子 1976年[108]
- 地方裁判所所長 - 寺沢光子 1983年 徳島地方裁判所・徳島家庭裁判所長[109]
- 高等裁判所長官 - 野田愛子 1987年 札幌高等裁判所長官[110]
- 最高裁判所判事 - 高橋久子 1994年[111]
- 検事正 - 佐藤典子 2001年 旭川地方検察庁検事正[112]
- 特別捜査部部長 - 田中素子 2009年 名古屋地方検察庁特別捜査部長[113]
- 大法廷首席書記官 - 曽根啓子 2013年[114]
- 最高裁判所局長 - 手嶋あさみ 2018年 最高裁判所家庭局長[115]
- 検事長 - 畝本直美 2021年[116]
- 東京高等検察庁検事長 - 畝本直美 2023年[117]
- 司法研修所長 - 矢尾和子 2023年[118]
- 日本弁護士連合会会長 - 渕上玲子 2024年[119]
- 検事総長 - 畝本直美 2024年[120]

#### 323 憲法
- 国立大学法学部で初の女性憲法学教授 - 辻村みよ子 1999年、東北大学[121]

#### 329 国際法

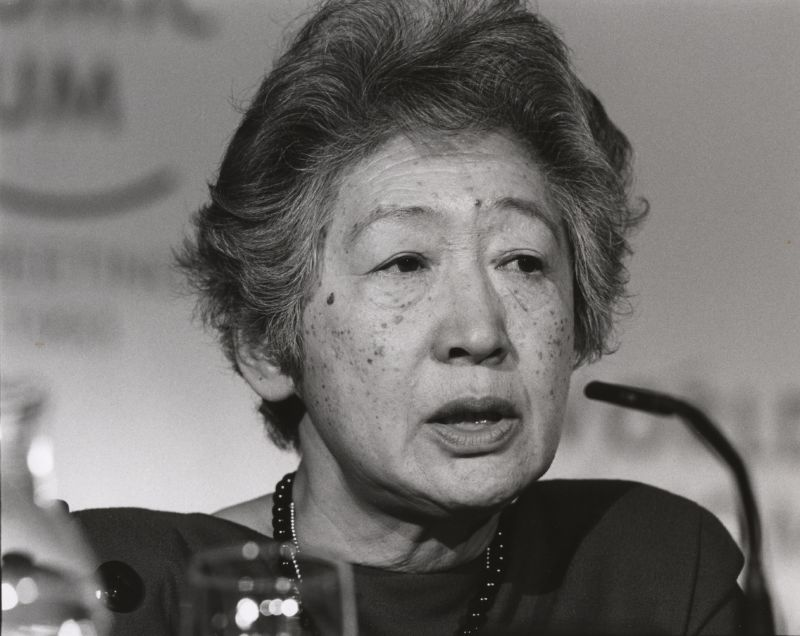
緒方貞子 1993年、世界経済フォーラム年次総会にて

- 国連公使 - 緒方貞子 1976年 国連日本政府代表部公使<[122]
- 国連大使 - 斎賀富美子 2002年 国連政府代表部大使[要出典]
- 国連人口賞受賞 - 加藤シヅエ 1988年 日本人初[123]
- 国連難民高等弁務官 - 緒方貞子 1991年 国連難民高等弁務官事務所の最高責任者（女性初、日本人初。女性が国際機関の長に選ばれるのは国際連合人口基金のサディク事務局長に次いで2人目）[124]
- ユネスコ平和賞受賞 - 緒方貞子 1996年 日本人初[122]
- 国連本部事務局の事務次長 - 中満泉 2017年 軍縮担当上級代表（事務次長）に就任。日本人女性初[125]
- 国連事務総長特別代表 - 水鳥真美 2018年 日本人女性初[126]
- 国際刑事裁判所判事 - 斎賀富美子 2008年[127]

### 330 経済
- ハーバード・ビジネス・スクール経営学博士取得 - 石倉洋子 1985年[128]

#### 335 企業. 経営
- 東京証券取引所一部上場企業の重役 - 石原一子 1979年 高島屋取締役広報室長[129]
- 経済同友会会員 - 森英恵、石原一子、奥谷禮子、児島絹子、田部井昌子 1986年 [130]
- 日本経済団体連合会役員 - 吉田晴乃 2015年[131]
  - 日本経済団体連合会副会長 - 南場智子 2021年6月1日[132]

#### 336 経営管理
336.97 会計監査. 公認会計士
- 日本公認会計士協会会長 - 関根愛子[133] 2016年

336.98 税務会計. 申告納税. 税理士
- 税務代理士 - 加藤愛子[134][要出典] 1946年
- 税理士 - 加藤愛子ほか 1952年
- 税理士会会長 - 木島裕子 2025年4月1日 東京地方税理士会[135]

#### 338 金融. 銀行. 信託
- 銀行重役 - 緒方世喜子 1986年[136]
- 邦銀のトップ - 鳥海智絵 2014年 野村信託銀行社長[137]
- 日本銀行理事 - 清水季子 2020年[138]
- 地方銀行頭取 - 河合祐子 2025年[139]

### 360 社会
- 日本労働組合総連合会会長 - 芳野友子 2021年[140]
- 国際労働組合総連合会長 - 郷野晶子 2022年[141]
- ミスユニバース世界大会優勝 - 児島明子 1959年7月24日 第8回大会 アジア人初[142]
- 国際勇気ある女性賞受賞 - 小酒部さやか 2015年[143]

### 370 教育
377.1 大学教職員
- 学部長 - 波多腰ヤス 1949年 奈良女子大学家政学部長[144]
- 京大助教授 - 木村静子 1954年[145]
- 旧帝国大学で初の女性教授 - 桂田芳枝 1967年 北海道大学理学部教授 (数学教室幾何学講座)[146]
- 東大教授 - 中根千枝 1970年4月1日 東京大学東洋文化研究所教授[147]
- 京大教授 - 柳島静江 1970年5月[148]
- 国立大学研究所長 - 中根千枝 1980年 東京大学東洋文化研究所[149]
- 国立大学学長 - 丹羽雅子 1997年 奈良女子大学第8代学長[150]
  - 東京外国語大学初の女性学長 - 池端雪浦 2001年[151]
- 国立大学協会副会長 - 羽入佐和子 2013年 女性として初の副会長に就任[152][153]
- 東京六大学初の女性の大学トップ - 田中優子 2014年 法政大総長[154][155]
- 国連大学上級副学長 - 白波瀬佐和子 2021年10月1日就任[156][157]
- 国立総合大学学長 - 喜納育江 2025年 琉球大学学長[158]

377.6 海外留学
- 記録に残る最初の留学生 - 善信尼[19]、恵善尼[20]、禅蔵尼[21] 588年

377.7 学術研究奨励
- 日本学士院恩賜賞受賞 - 上野アキ[159]、柳沢孝[159] 1960年 5名の共同研究による受賞
  - 女性の単独受賞 - 石井志保子[160] 2021年

### 390 国防.軍事
- 将官 - 佐伯光 2001年 医官初の将官[161]
  - 将官 - 梶田ミチ子 2007年 医官以外初の将官[要出典]
  - 将 - 近藤奈津枝 2023年 [162]
- 基地司令 - 柏原敬子 2010年[163]
- 防衛省課長 - 廣瀬律子 2014年[164]
- 護衛艦艦長 - 大谷三穂 2016年[165]
- 連隊長 - 澤村満弥子 2017年[166]
- 統合幕僚監部幹部職 - 近藤奈津枝 2017年 統合幕僚監部首席後方補給官[167]
- 護衛隊司令 - 東良子 2018年[168]
- 戦闘機パイロット - 松島美紗 2018年[169]
- 地方防衛局長(指定職) - 廣瀬律子 2019年 九州防衛局長[170]
- 救難飛行艇機長 - 岡田めぐみ 2019年 US-2 (航空機)機長[171]
- イージス艦艦長　- 大谷三穂　2019年[172]
- 第1空挺団員 - 橋場麗奈 2020年[173]

## 自然科学
- ロレアル-ユネスコ女性科学賞受賞 - 岡崎恒子 2000年 当時は「ロレアル・ヘレナ・ルビンスタイン賞」。生命科学の進歩に貢献した女性科学者に贈られる[174][175]

### 410 数学
- 日本数学オリンピック金賞受賞 - 中島さち子 1996年3月4日[176][177]
- 国際数学オリンピック出場、金メダル受賞 - 中島さち子 1996年 第37回インド大会[178][179]

### 420 物理学
- 日本物理学会会長 - 米沢富美子 1996年[180]
- ポアンカレ賞受賞 - 緒方芳子 2021年[181][182]

### 430 化学
- 日本化学会会長 - 川合眞紀 2018年[183]

### 480 動物学
- 多摩動物公園園長 - 増井光子 1990年 9代目。1958年の開園以来初の女性園長[184]。東京都の動物園初[185]。全国の主要動物園で初[186]。
- 恩賜上野動物園園長 - 増井光子 1992年[186]

## 医学
- 日本血液学会学術集会会長 - 三谷絹子 2016年10月13日-10月15日 第78回日本血液学会学術集会[187][注 3]
- 日本肝臓学会大会会長 - 飯島尋子 2021年11月4日-11月7日 第25回日本肝臓学会大会[188][注 4]

498.14　看護師
- フローレンス・ナイチンゲール記章受章 - 萩原タケ[189]・山本ヤヲ[190]・湯浅うめ[190] 1920年

## 技術
- 全米発明家殿堂入り - 浅川智恵子 2019年 日本人では3人目。米国で特許を取得していると選考の対象になる[191]。
- ゴールドマン環境賞受賞 - 平田仁子 2021年 日本人では3人目[192][193]

### 520 建築学
- 一級建築士登録 - 浜口ミホ 1954年9月20日 登録番号は21730号[194]
- 建築専門誌に作品を発表 - 林雅子 1952年[195]
- 日本建築学会賞受賞 - 林雅子 1981年[196]
- アメリカ建築家協会名誉会員選出 - 林雅子 1985年[195]
- ヴェネツィア・ビエンナーレ国際建築展総合ディレクター - 妹島和世 2010年 女性初、日本人初[197]
- プリツカー賞受賞 - 妹島和世 2010年 女性として2人目[198]
- 英国ロイヤル・アカデミー建築賞 - 長谷川逸子 2018年 初回の受賞者[199]

### 530 機械工学
- 日本機械学会会長 - 大島まり 2017年[200]

#### 536 運輸工学
- 気動車運転士 - 秋田内陸縦貫鉄道、三浦智子 1990年[201]
- 機関車運転士 - 石村麻紀 1998年[202]

#### 537 自動車工学
- 自動車運転免許 - 渡辺はま 1917年[203]

#### 538 航空工学.宇宙工学
- 飛行士 - 兵頭精 1922年 三等飛行機操縦士免状取得[204][205]
  - 二等飛行機操縦士免状取得 - 木部シゲノ [205][206]
- 水上飛行機操縦士 - 西崎キク 1933年[207]
- 海外飛行 - 西崎キク 1934年 日本海を横断[208]
- パイロット - 東友子 1994年[209]
- 空港長 - 平ヨシヱ 2003年 北九州空港[210]
- 旅客機パイロット - 藤明里 2010年[211]

538.9 宇宙工学
- 宇宙飛行士 - 向井千秋 1994年7月 スペースシャトル・コロンビア号に搭乗 アジア人女性初[212]

### 550 海洋工学.船舶工学
- 甲種一等航海士 - 若原千鶴子 1977年[213]

557.8 海難.海上保安
- 女性海上保安官の採用 - 海上保安学校の採用試験に9人が合格 1979年[214]
- 海上保安大学校入学 - 永田潤子 1980年[215]
- 船長 - 永田潤子 1988年 巡視艇「まつなみ」船長[216]
  - 大型巡視船船長 - 中林久子 2023年 「さがみ」船長[217]
- 操縦士（パイロット） - 岡昌子 1994年[218]
- 機長 - 難波陽子 2000年[219]
- 海上保安署長 - 中林久子 2015年 木更津海上保安署長[220]
- 海上保安部長 - 中林久子 2017年 串木野海上保安部長[221]
- 海上保安本部部長 - 中林久子 2019年 第4管区海上保安本部交通部長[222]
- 航空基地長 - 中林久子 2024年 関西空港海上保安航空基地長[223]
- 潜水士 - 浜地多実 2024年[224]
- 海上保安学校長 - 松浦あずさ 2025年[225]

## 産業

### 650 林業
- 樹木医 - 塚本こなみ 1992年[226]

### 670 商業
- 百貨店社長 - 石井智恵子 1984年 プランタン銀座[227]
- 国際PR協会会長 - 次原悦子 任期は2022年1月1日-2022年12月31日[228]

### 680 運輸.交通
- 日本郵船初の女性船員 - 小西智子 2004年[229]
  - 日本郵船初の女性船長 - 小西智子 2017年[229] 外国航路貨物船の船長[230]
    - 日本郵船初の女性機関長 - 矢野美希 2025年[231]
- 日本航空初の女性代表取締役 - 大川順子 2016年[232]
  - 日本航空初の女性社長 - 鳥取三津子 2024年[233]
- 商船三井初の女性船長 - 松下尚美 2023年[234] 自動車運搬船船長

### 690 通信事業

#### 699 放送事業
- アナウンサー - 翠川秋子 1925年（大正14年）東京中央放送局[235]
- NHKの放送局長 - 永井多恵子 1990年 NHK浦和放送局[要出典]
  - NHKのメディア総局長 - 林理恵　2022年[236]
- 地上波テレビ民放系列局の代表取締役社長 - 桒原美樹[237]  2017年 新潟テレビ21
- 在京キー局（ラジオ、テレビ）の代表取締役社長 - 檜原麻希 2019年 ニッポン放送[238]
- 民放キー局の報道局長 - 渡邉奈都子 2023年[239] フジテレビ

## 芸術.美術
- 日本美術院同人 - 小倉遊亀 1932年[240]
- 帝国芸術院会員 - 幸田延 1937年 女性として初、音楽家として初[241]
- 国立美術館長 - 遠山敦子 2000年 国立西洋美術館長（第7代）[242][243]
  - 馬渕明子 2013年　国立西洋美術館館長（第10代）美術の専門家では初の女性館長[243][244]
- 日本映像学会会長 - 斉藤綾子 2020年[245]
- 美術評論家連盟会長 - 四方幸子 任期は2022年1月1日から[246]

### 720 絵画
- 日本初の女性絵本作家 - 居初つな[247]
- 日本で戦後最初に個展を開催 - 三岸節子 1945年9月、銀座の日動画廊で開催[248]

### 740 写真
- 報道写真家 - 笹本恒子 1940年[249]
- 木村伊兵衛写真賞受賞 - 石内都 第4回 1979年[250]
- ルーシー賞受賞 - 笹本恒子 2016年 ライフタイム・アチーブメント部門賞[249]

### 750 工芸
- 日本陶磁協会賞受賞 - 辻協 1970年[251][252]

### 760 音楽
- クラシックの器楽曲を作曲 - 幸田延 1897年 日本人初[253]
- パリ音楽院のコンクール1位 - 原智恵子 1932年[254]
- 交響曲を作曲 - 幸田延 1915年 「大礼奉祝曲」(混声四部合唱付)[253][注 5]
  - 交響曲を作曲 - 金井喜久子 1940年 「第一交響曲」[255]
- 作曲家 - 金井喜久子[256]
- ブザンソン国際指揮者コンクール優勝 - 松尾葉子 1982年 女性として史上初[257]
- チャイコフスキー国際コンクール優勝 - 諏訪内晶子 1990年 日本人初、ヴァイオリン部門[258][259]
  - チャイコフスキー国際コンクール声楽部門・女声優勝 - 佐藤美枝子 1998年 日本人初[259]
  - チャイコフスキー国際コンクールピアノ部門優勝 - 上原彩子 2002年 日本人初[259]
- 尾高賞受賞 - 藤家渓子 1995年[260]
- デビューシングルでのオリコンシングルチャート初登場1位 - 内田有紀 1994年「TENCAを取ろう! -内田の野望-」[261]
- 1970年代から2000年代の4つの西暦10年代でオリコンシングルチャート1位 - 中島みゆき 2003年 [262][263]
- バンドとソロの両方で東京ドーム公演 - YUKI 2012年[264]
- 昭和から令和の3つの時代（元号）でオリコン週間アルバム・ランキング1位を獲得 - 竹内まりや 2019年[265]
- ソロによるBillboard Japan Hot 100年間首位 - Aimer 2022年「残響散歌」[266]
- 京都市交響楽団常任指揮者 - 沖澤のどか 任期は2023年4月から3年間、女性初、最年少での就任[267]

#### 769 舞踊.バレエ
- ヴァルナ国際バレエコンクール金賞 - 森下洋子 1974年[268][269]
- パリ・オペラ座に出演 森下洋子 1982年[268][270]
- 日本芸術院賞（舞踊） - 森下洋子 1985年 洋舞で初[271]
- ローレンス・オリヴィエ賞受賞 - 森下洋子 1985年[270][272]

### 770 演劇
- 能舞台に立つ - 白洲正子 1924年[273]
- 能楽師範 - 津村紀三子 1938年[274]
- 日本芸術院賞（演劇） - 杉村春子 1948年[275]

#### 779 大衆演芸
- 落語家 - 露の都 1974年[276]
- NHK新人落語大賞受賞 - 桂二葉 2021年[277]

## スポーツ.体育
- 日本オリンピック委員会（JOC）委員 - 小野清子 1982年[278][279]
- 日本オリンピック委員会（JOC）理事 - 河盛敬子 1992年[279][280]
- オリンピック日本選手団団長 - 橋本聖子 2010年[281]
  - 夏季オリンピック日本選手団団長 - 橋本聖子 2016年[282]
- 日本オリンピック委員会（JOC）選手強化本部長 橋本聖子 2013年[283]
- 日本オリンピック委員会（JOC）会長 橋本聖子 2025年[284]

### 782 陸上競技
- 世界陸連理事 - 有森裕子 2023年[285]

### 783 球技
783.1 バスケットボール
- 日本バスケットボール協会会長 - 三屋裕子 2016年[286]

783.47 サッカー
- 日本サッカー協会女子1級審判員 - 渡辺弥生、前田博子　1996年11月14日承認[287]

- 国際主審 - 渡辺弥生 1998年1月1日登録[288][289]
- Jリーグ主審 - 山下良美 2021年5月16日[290]
  - J1リーグ主審 - 山下良美 2022年9月18日[291]
- AFCチャンピオンズリーグ主審 - 山下良美 2022年4月21日[292]
- FIFAワールドカップ審判員 - 山下良美 2022年 史上初の女性審判員6人の内の一人[293]。
- 日本サッカー殿堂入り - 綾部美知枝 2022年[294]

783.48 ラグビー
- 日本ラグビー協会理事 - 稲沢裕子 2013年[295]

783.7 野球
- 選抜高等学校野球大会始球式で投球 - 森山眞弓 1993年　春夏通じ女性で初[46]

### 788 相撲.拳闘.競馬
788.5 競馬
- 調教師 - 大川よね（道営競馬）1961年調教師免許取得[296]
  - ばんえい競馬初の女性調教師 - 谷あゆみ 2005年調教師試験合格、2006年厩舎開業[297]
  - 中央競馬初の女性調教師 - 前川恭子 2024年度新規調教師免許試験合格[298]
- 女性調教師で初の500勝達成 - 谷あゆみ（ばんえい競馬）[299]
  - 平地で初の500勝達成 - 平山真希（浦和）2024年5月23日[299]
- 競馬実況アナウンサー - 井口保子 1971年 ラジオ日本所属[300][301]
  - 中央競馬史上初の女性アナウンサーによるレース場内実況 - 藤原菜々花 2024年3月3日 ラジオNIKKEI所属[301][302]

## 諸芸.娯楽

### 796 将棋
- 日本将棋連盟会長 - 清水市代 2025年6月[303]

## 文学

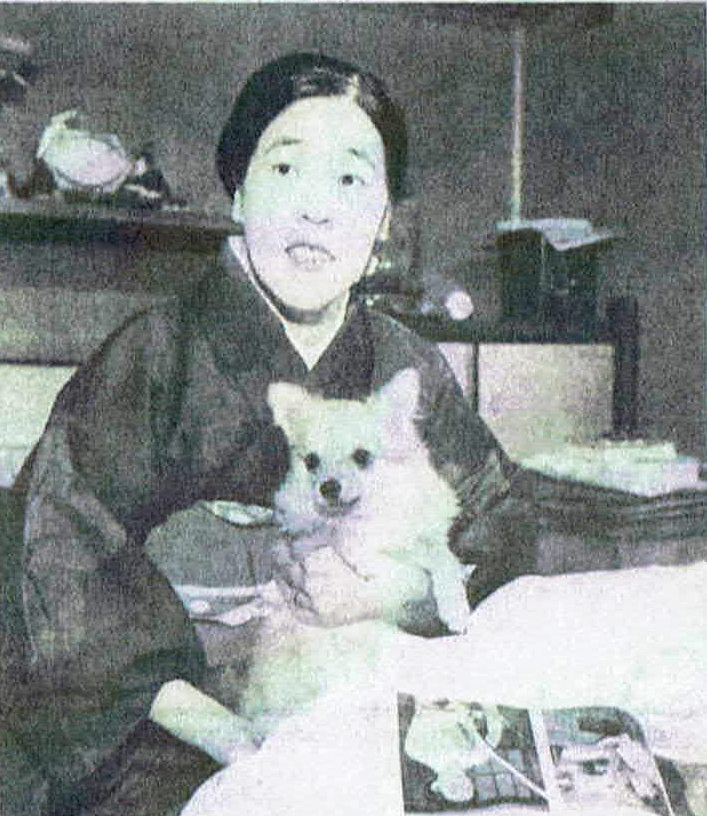
堤千代 読売新聞社『家庭よみうり』358号（1953年）より

- 芥川賞受賞 - 中里恒子 1939年 第8回 「乗合馬車」で受賞[304]
- 直木賞受賞 - 堤千代 1940年 第11回 「小指」ほかで受賞[305]
- H氏賞 - 富岡多惠子 1958年 第8回 詩集「返礼」で受賞[306]
- 芥川賞の選考委員 - 大庭みな子、河野多惠子 1987年[307]
- 直木賞の選考委員 - 田辺聖子、平岩弓枝 1987年[308]
- アメリカ翻訳者協会ルシアン・ストライクアジア翻訳賞受賞 - 左川ちかの翻訳全詩集（中保佐和子訳）2016年 日本語から英語に翻訳された作品の受賞は初[309]
- 日本文藝家協会理事長 - 林真理子 2020年[310]
- 日本ペンクラブ会長 - 桐野夏生 2021年[311]